# Preston Lions Football Club
Maillots
Le Preston Lions Football Club est un club australien de football basé à Melbourne.

## Historique
- 1949 : Makedonia SC
- 1964 : Preston Makedonia
- 1981 : 1re saison en 1re division : (saison : 1980/81)
- 1994 : Preston Lions SC

## Palmarès
- Coupe d'Australie de football
  - Finaliste : 1985, 1991

## Anciens joueurs
- Richard Wilson